# Општина Бертеа (Прахова)
Бертеа (рум. Bertea) општина је у Румунији у округу Прахова.
Oпштина се налази на надморској висини од 537 m.